# Український метал (музика)

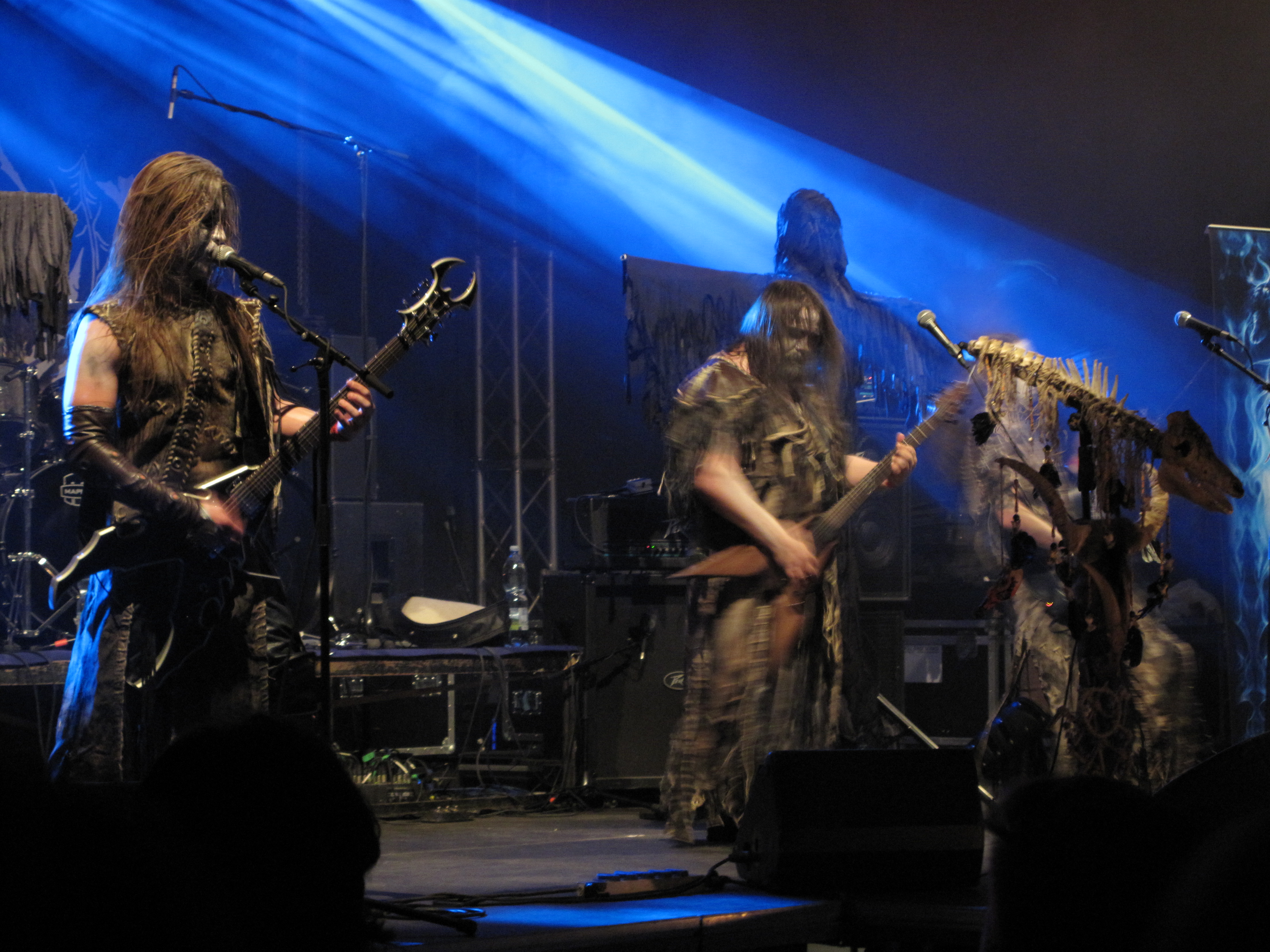
«Nokturnal Mortum» на фестивалі Hell Fast Attack, 2015 рік

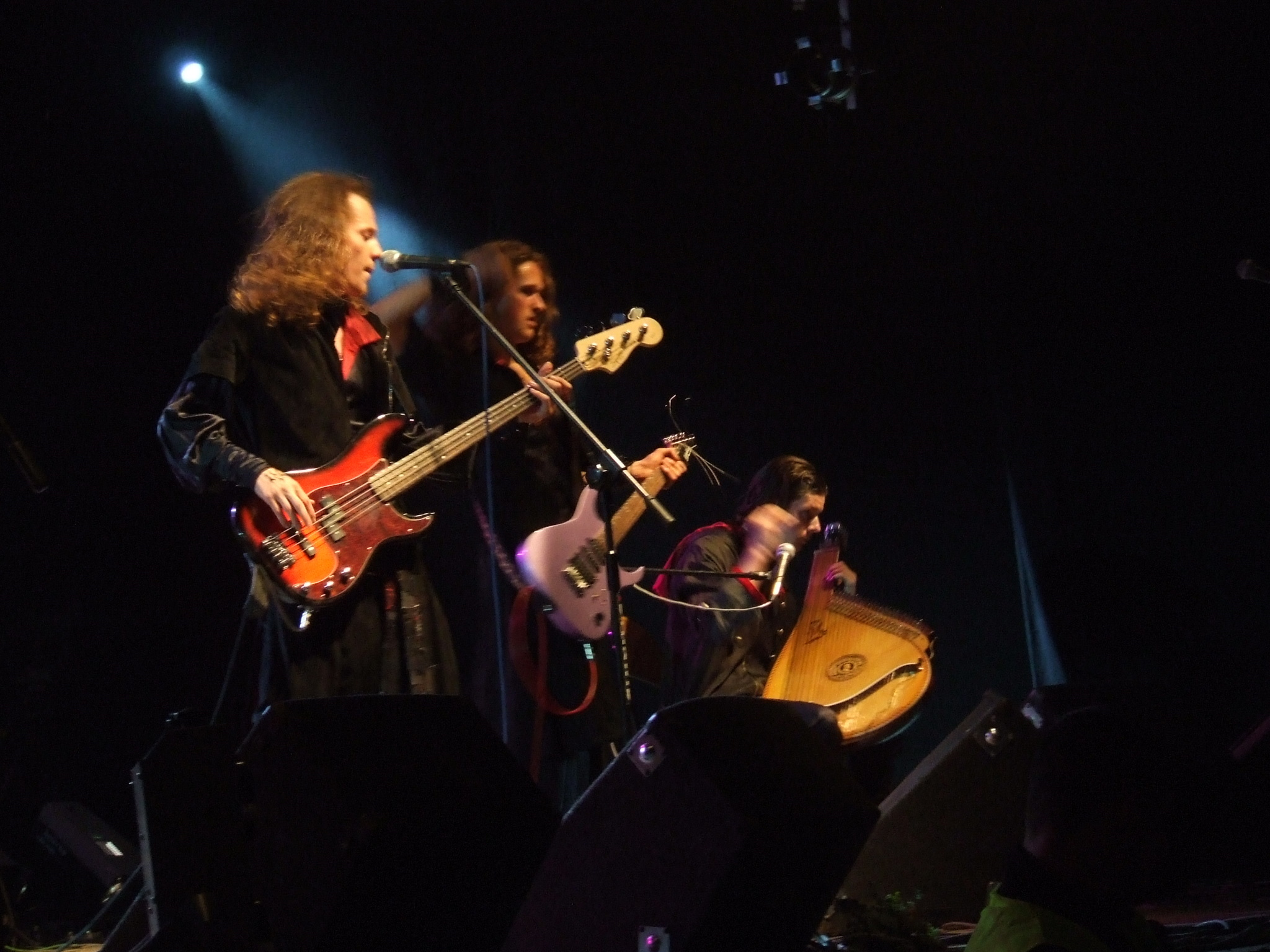
«Тінь Сонця» на фестивалі Басовище, 2007

«Fleshgore» (2009)

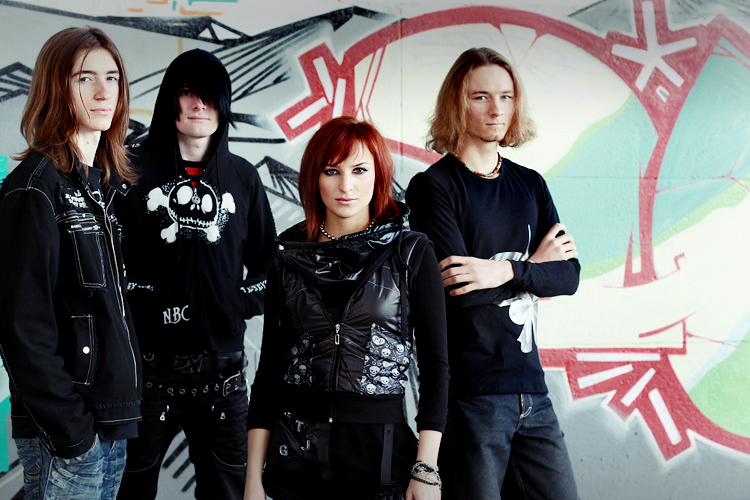
«Marvel» (2010)

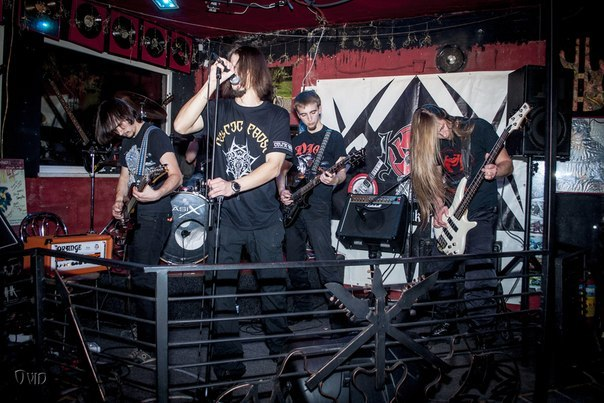
«Apostate» (2013)

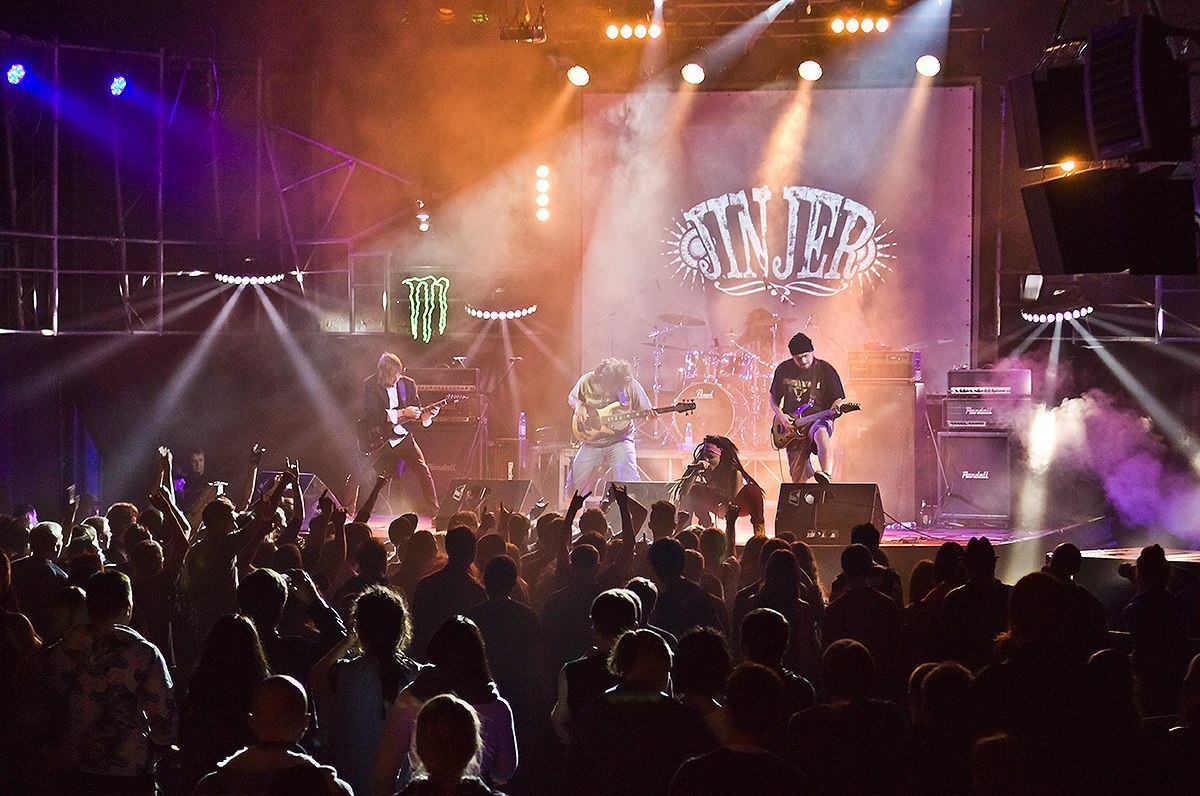
«Jinjer», The Best Ukrainian Metal Act (2013)

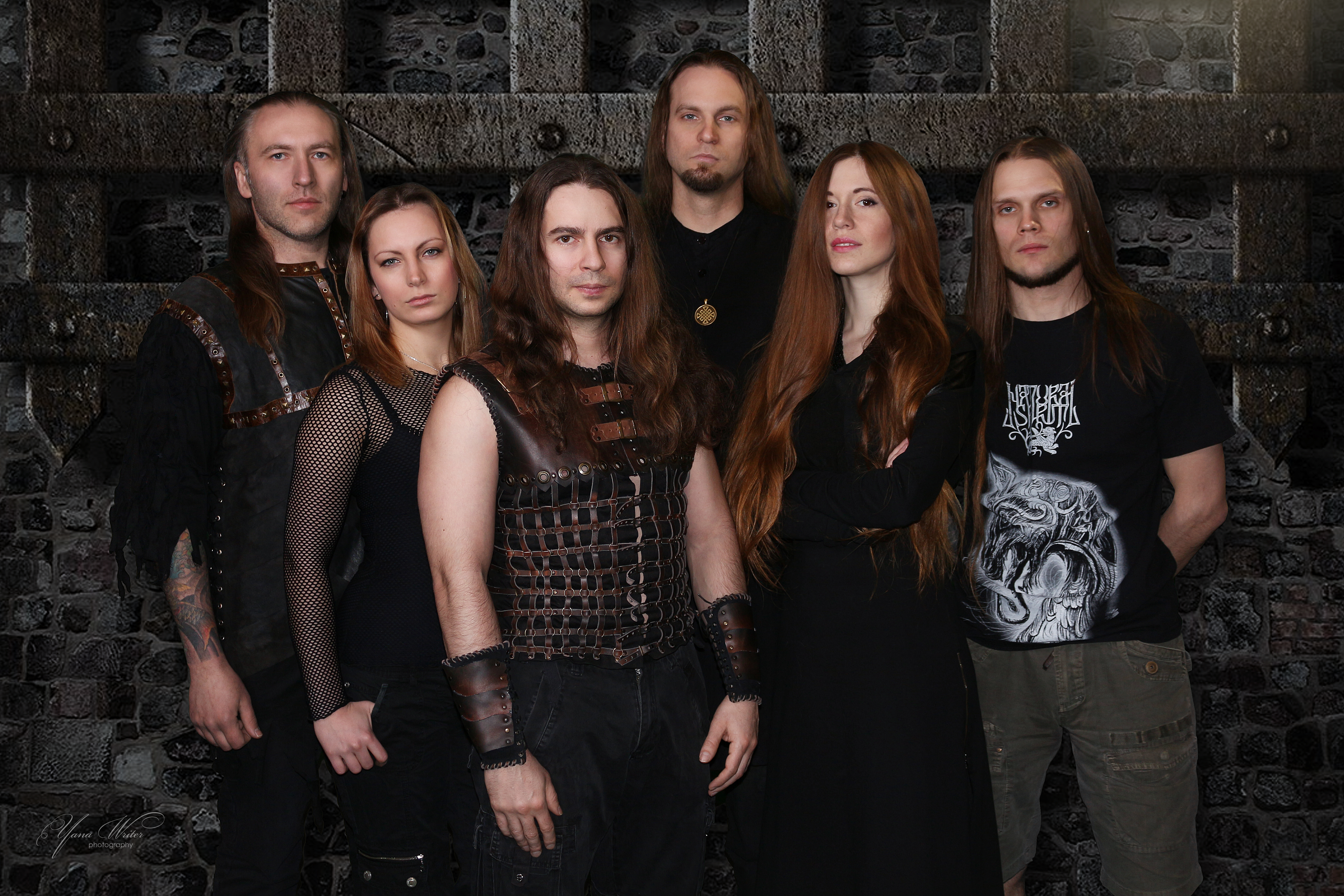
«Natural spirit» (2016)

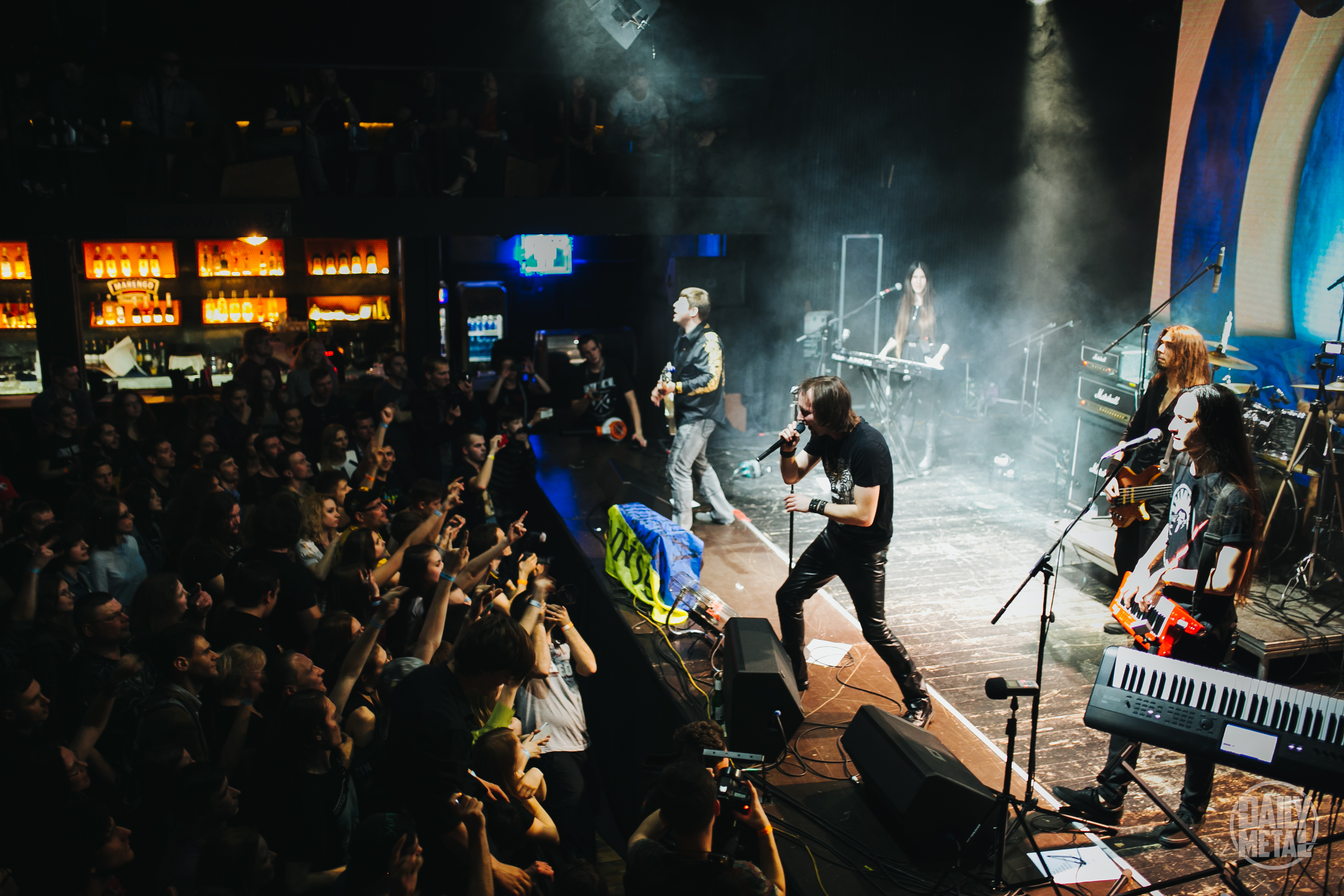
«Sunrise» в клубі «Atlas» (2016)

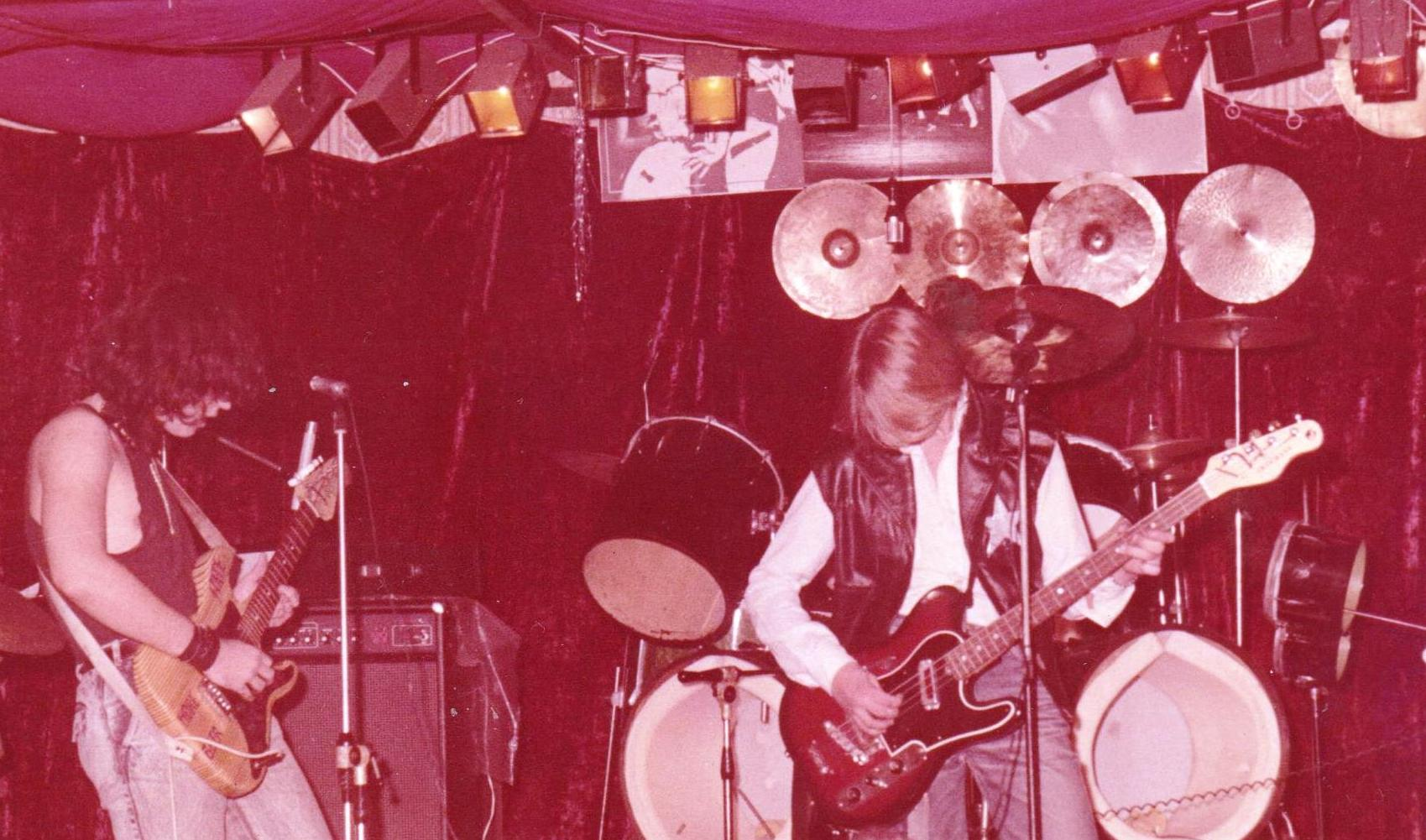
«Штат» концерт (1990)

Український метал — жанр та виконавці металу в Україні від початку своєї діяльності часів перебудови наприкінці 80-х і донині.

## Літопис

### Передумови
Оскільки музична культура другої половини XX ст. перебувала під пильним наглядом відповідних партійних та силових структур, на теренах тогочасної радянської України heavy metal почав відносно вільно культивуватися лиш з початку 80-х. До тої пори доцільність будь-якого культурного явища розглядалася виключно з позиції ідеологічного змісту, а у віяннях з Заходу вбачали ідеологічний зміст ворожого «західного способу життя». Лиш у 70-80х роках до рок-культури почали ставитися відносно лояльно. Втім аудиторія та попит на важкий метал були наявні.
Першими джерелами надходжень музичних записів були зокрема екіпажі одеського порту та спортсмени, котрі привозили матеріал із закордонних вояжів. Втім, їх доступність через малі об'єми та ціну була обмежена. З початком відлиги наприкінці 80-х вітчизняний метал-рух отримав можливість діяти легально. Першими, хто намагався створювати жанрову музику, стали окремі переформатовані ВІА. З'явилась мережа рок-клубів, котрі відіграли значну роль у формуванні української метал-сцени.

### 1980-ті роки
Найбільш культовими з виконавців важкого металу в період «першої хвилі» були зокрема «Adem», «ТОК», «Галактика» та «САД», котрі творили у стилістиці суміжного хард-року , класичного хеві-металу та треш металу.
«Галактика» заснована 1981 року. У листопаді-грудні 1989 року на студії «Крокус» нею записано 6 англомовних пісень і через кілька місяців колектив вирушив в Лос-Анджелес, де відіграв 4 концерти, які були добре сприйняті і відрецензовані в пресі. «САД» було створено у вересні 1982 року як самодіяльний музичний колектив одного з палаців культури Дніпра. Композиції виконувались українською та російською мовами, як на власні тексти, так і на твори інших авторів. Гурт відзначився зокрема концертом на вірші Тараса Шевченка, котрий складався з 18-ти композицій, виконаних сумісно зі Зразково-показовим оркестром.
Одними із перших гуртів у стилі хард-рок/хеві-метал були також «Лівий Берег» (Прилуки, від 1987-го), «КПП» (Харків, від 1988-го), «Незаймана Земля» (Рівне, від 1989-го) та інші. Наприкінці 80-х було створено гурт «Штат» (у Києві у 1988 році), який грав хард-рок та хеві-мета, а потім став першопрохідцем з виконання дез-металу.

### 1990-ті роки
У 1991-му «Infected» започаткував вітчизняний грайндкор з долученням елементів брутал-дезу, згодом розвинутий іншими колективами, у тому числі «Mental Demise», «Epicrise», «Datura» та «Holy Blood» (більш відомі за виконанням християнського слов'янського металу) у проєкті Requital.
Дез популяризували «Innercell», вінницький «Fatal Epitaph» (1991), харківські «Limited Mutanter» (1991), «Tessaract» (1991) та рівненський «Temptation» (1993). «Reactor» спочатку грав дез, але згодом, від початку 2000-х відійшов до індастріалу та інших електронних експериментів.
З набуттям популярності в країні готику на його виконанні зосередились «Inferno», котрі відійшли від трешу до металу з виразним жіночим вокалом. Традиції паган-металу розпочав «Nokturnal Mortum», котрий також започаткував фестиваль «Коловорот». Окрім того колектив, разом з «Hate Forest» і «Dub Buk», складав «велику трійку» українського блек-металу, котра утворилася з харківських виконавців у другій половині 1990-тих. На відміну від першого, котрий композиційно тяжів до язичництва, у творчості решти двох переважав відповідно raw black та NSBM з елементами симфонічного металу. Також популярність у лавах прихильників стилю мали «Lucifugum», «Astrofaes» та «Semargl», котрий втім після зміну лейблу відійшов до поп-музики. Жанр протягом тривалого часу, включно початок 2010-тих, набув найбільшої популярності поза межею країни.
Класичний дум виконували «She Cries» (Горішні Плавні, 1991), «Apostate» (Львів, 1993-понині), «All Dies» (Житомир, 1994—2001), «Mortuary» (Хмельницький, 1996-понині) та інші.
В 1990-тих роках також з'явилось кілька треш-команд, серед яких дніпровський «MetalForce», київський «Exile» (2012-го перейменований на «Exact Division») та львівський «Disarm».
З комерційно-популярного, на той час, паверу виокремлювався «Conquest».
Окрім приватних міні-лейблів гуртів почали діяти загальнонаціональні Moon Records, Rostok Records та Metal Scrap, котрі, більшою чи меншою мірою, займалися у тому числі й записом метал-колективів. Саме на «MR» вперше були видані CD-релізи вітчизняних метал-альбомів (дез-команд «Deflected Sense» і «Contrabanda»). «MS» до перерви 2003-го переважно займався релізом компіляцій та збірників.
У Вінниці зорганізовано перший регулярний «Terroraiser Metal Fest», котрий зазвичай проводився два рази на рік.

### 2000-ні роки
В кінці 1990-х створено гурти «Natural spirit» та «Тінь Сонця», які започаткували вітчизняний фольк, котрий окремі виконавці трактували як «козацький метал». Згодом з'явились подібні гурти як то 
«Чиста Криниця», «Чур», «Веремій», «Kraamola», «HASPYD».
Київський «Fleshgore», утворений у 2000-му році, став першим метал-гуртом з пострадянського простору, який 2006-го було запрошено виступити на найбільшому метал-фесті планети Wacken Open Air, а за рік, в рамках туру, відвідав Австралію.
Розгортається активність блек-проєктів. Регіонально найпопулярніші львівська та харківська школи, знаковими фігурами яких, на той час, були зокрема Огнеслов/Айзенслав («Kroda») та Роман Саєнко («Drudkh»). З найвідоміших також київський «Raventale» та «Khors».
Традиції паверу у другій половині 2000-х підтримав Sunrise, хеві-металу — «Моноліт» та «Біла Вежа». Завдяки потужному вокалу Мар'яни Лаби та оригінальній мелодійності «Полинового Поля» оживає симфо-готик. У тому ж стилі, напів з симбіозом індастріалу, творить «Mizantropia». «I Miss My Death» композиційно зорієнтовується на додаванні елементів фунерал думу. Дез-дум виконує криворізька «Autumnia».
Екстремальний треш презентує «HELL:ON». У дусі альту діяли Marvel. З'являються перші популярні виконавці ню-металу — АННА та ТОЛ.

## Медіа та фестивалі
З найпомітніших періодичних друкованих видань, котрі діяли або діють в Україні, можна виділити присвячені загальному висвітленню метал-сцени «Terroraiser», екстремальному металу — «Atmosfear», журнал переважно про виконавців готики «Gothica», та альтернативу і ню-металу — «Крок у Rock».
Жанрові сайти, окрім західних та частково центральноукраїнських, Froster, Rock.kiev чи Neformat значною мірою є російськомовними.
Також є дієвим англомовний портал Antichrist magazine [Архівовано 10 травня 2020 у Wayback Machine.], журнал був заснований у 2003 році.

### Відомі українські метал-фестивалі
- Asgardsrei (Київ)
- Terroraiser Metal Fest (Вінниця)
- Коловорот (Харків, 1998—2010, 2017[14])
- Black Sea Metal Fest (Чорноморськ, 2013 — донині);
- Carpathian Alliance (Львівська область/Київ[15], 2012[16] — донині);
- Metal Heads Mission (Крим, 2000—2014, згодом Київ та неокупована частина країни);
- Global East (Київ, 2010—2013);
- The Best Ukrainian Metal Act (Київ, Бінго 2013 — донині)
- Сварогова Кузня (Харків, 2013 - донині)

Окрім того, певна частка метал-колективів, переважно суміжної з рок-музикою стилістики, були та є учасниками на рок-фестах «Червона рута», «Діти Ночі: Чорна Рада», «Тарас Бульба», «Руйнація», «Крок у майбутнє», «Файне місто» тощо.